# Ege Bamyasi
Ege Bamyasi este al treilea album de studio al trupei Germane de rock experimental Can lansat original pe suport LP în 1972 prin United Artists. Albumul conține single-ul "Spoon" care a intrat în Top 20 în Germania, performanță realizată în mare parte deoarece cântecul conținea tema muzicală a unui serial thriller German intitulat "Das Messer". Succesul single-ului le-a permis celor de la Can să înregistreze într-un studio mai performant albumul Ege Bamyasi. Ege Bamyasi a fost remasterizat în 2004 pe suport Super Audio CD. Această ediție a albumului conținea și poze rare cu formația precum și un comentariu al jurnalistului de la Melody Maker, David Stubbs.
Albumul a fost foarte apreciat de la lansarea sa fiind sursa de inspirație pentru nenumărați artiști. Versiuni remixate ale pieselor de pe Ege Bamyasi se regăsesc pe albumul Sacrilege.

## Tracklist
1. "Pinch" (9:28)
2. "Sing Swan Son" (4:49)
3. "One More Night" (5:35)
4. "Vitamin C" (3:34)
5. "Soup" (10:25)
6. "I'm So Green" (3:03)
7. "Spoon" (3:03)

- Toate cântecele au fost scrise și compuse de Karoli, Czukay, Liebezeit, Schmidt și Suzuki.

## Single
- "Spoon" (1972)

## Componență
- Holger Czukay - bas, inginer de sunet
- Michael Karoli - chitară
- Jaki Liebezeit - baterie
- Irmin Schmidt - claviaturi
- Damo Suzuki - voce